# Tarucus theophrastus
Tarucus theophrastus är en fjärilsart som beskrevs av Fabricius 1793. Tarucus theophrastus ingår i släktet Tarucus och familjen juvelvingar. Inga underarter finns listade i Catalogue of Life.

## Bildgalleri

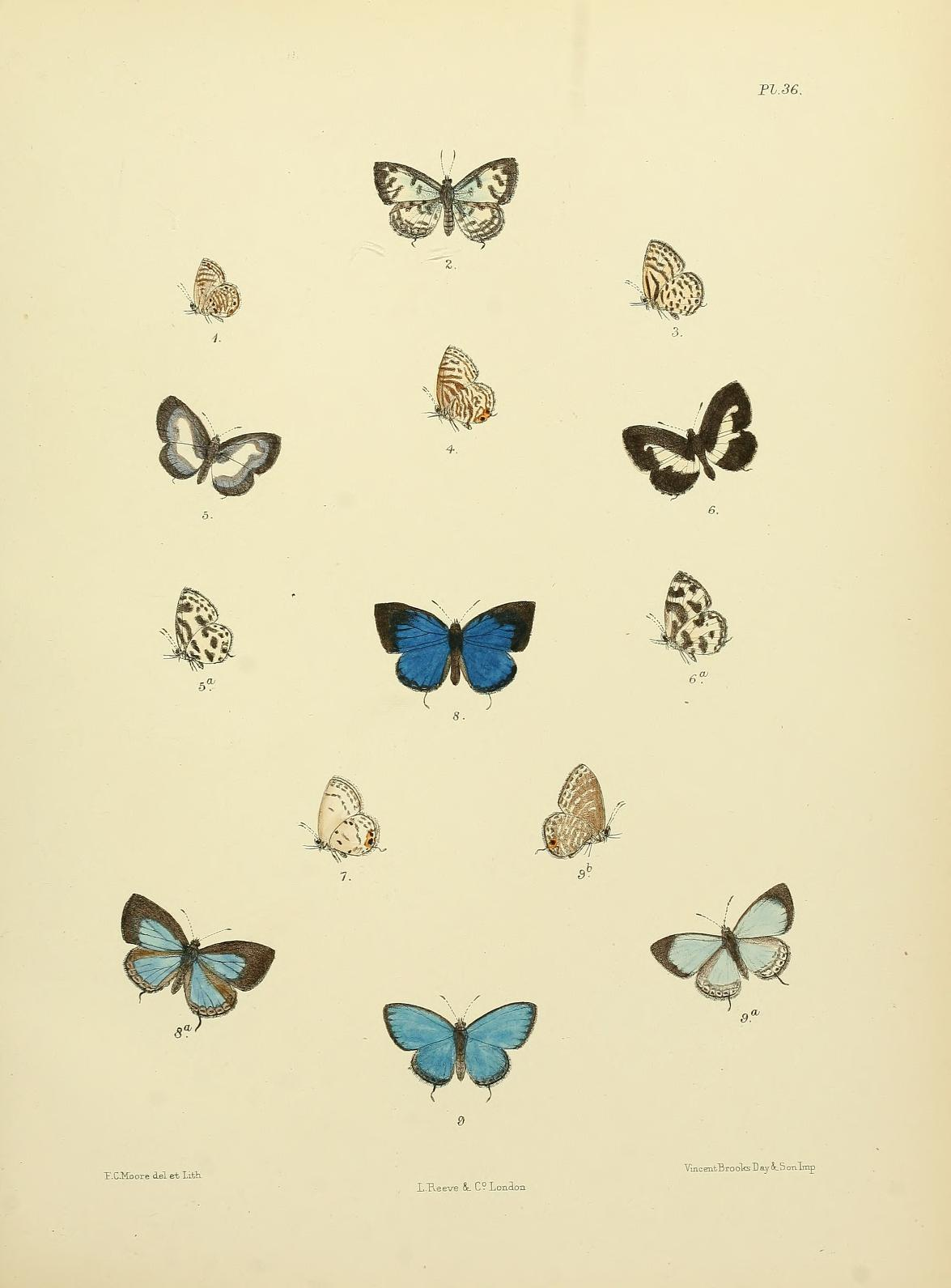
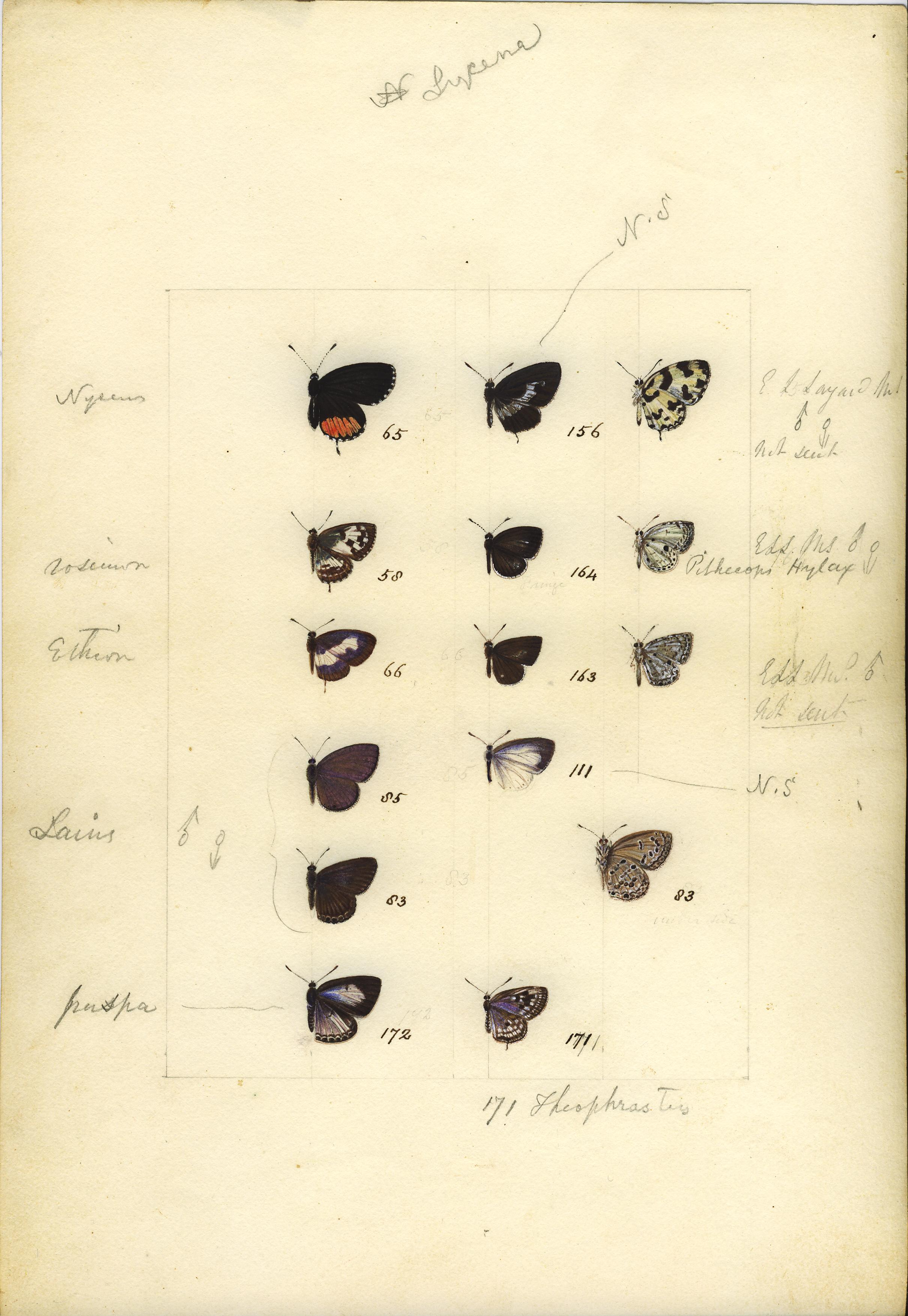